# Area metropolitana di Minneapolis-Saint Paul
L'Area metropolitana di Minneapolis-Saint Paul è l'area metropolitana statunitense che comprende le città di Saint Paul e Minneapolis, situate nel Minnesota.
Le città di Minneapolis e Saint Paul sono conosciute comunemente anche come Twin Cities (Città gemelle).
Al 2013, l'area metropolitana è la sedicesima più popolosa tra le aree metropolitane degli Stati Uniti con 3,46 milioni di residenti.
Altre città che sono racchiuse nell'area metropolitana sono Bloomington, Plymouth, Coon Rapids e Eden Prairie.